# Pony Canyon
A Pony Canyon, Inc. (株式会社ポニーキャニオン; Hepburn: Kabushiki kaisha Ponī Kyanion) egy japán cég, amit 1966. október 1-jén alapítottak. Zenéket, filmeket és videójátékokat ad ki. A japán Fujisankei Communications Group leányvállalata.

## Története
1966
- Nippon Broadcasting System Service, Inc. néven megalapítják a céget a Nippon Broadcasting System Inc. leányvállalateként.[1]

1967
- Elkezdik a 8 számot tartalmazó „PONYPak” kazetták gyártását Japánban.[1]

1968
- Kiadják az első „PONY” kazettát.[1]

1970
- Átnevezik a céget PONY INC.-re és a székhely átköltözik Hamamatsuchoba a World Trade Center épületébe.[1]
- Kiadják az első videókazettájukat „PONY VIDEO” márkanévvel.[1]
- Megalapítják a CANYON RECORDS INC.-t ami fonográfra készített és adott ki lemezeket.[1]

1971

Megalapítják a NIPPON PLANNING CENTER INC. céget ami egy lakberendezéssel foglalkozó cég.
1978
- Megalapítják a BIG SHOT INC. céget ami Fujisankei Group reklámügynöksége.[1]
- Új irodákat nyitnak Kudan-kitában és Chiyoda-kuban.[1]

1979
- Irodát nyitnak Los Angelesben.[1]

1982
- A „PONYCA” márkanév alatt kiadják első videójátékukat.[1]
- Megalapítják a PONY CANYON DISTRIBUTION INC. céget.[1]

1983
- Kiadják az első lézer lemezüket.[1]

1984
- Megállapodást kötnek az MGM/UA, a Vestron Video, a Walt Disney Home Video és BBC Video céggel.[1]

1985
- Irodát nyitnak New Yorkban és Londonban.[1]

1986
- A PONY INC. és a CANYON RECORDS INC. egyesül így létrehozva a PONY CANYON INC.-t.[1]

1989
- Részvényeket vásárol az angol Virgin Music Group-ból.[1]

1990
- Megalapítják a Virgin Japant.[1]
- Több cégből is részvényeket vásárolnak Koreában és Hong Kongban.
Szingapúrban egy helyi céget is alapítanak.[1]

1991
- Céget alapítanak Tajvanon.[1]

1992
- Megalapítják a CANYON MUSIC INC. céget (mai neve: PONY CANYON MUSIC INC.) és a PONYCANYON ENTERPRISE INC. céget.[1]
- Malajziában is céget alapítanak.[1]

1993
- Megvásárolja az Echo Label Ltd.-t és a World Domination Music Groupot.[1]

1994
- Egyesítik a PONY CANYON INC.-t és a PONY CANYON DISTRIBUTION INC.-t.[1]
- A székhely Chuo-kuba költözik.[1]

1996
- Kiadják az első DVD szoftverüket a „SHINJI RA MUNITA / Shinji Tanimura”-t, a világon elsőként.[1]

1998
- A székhely Minato-kuba költözött.[1]

2001
- Elindul a digitális videó forgalmazás az NTT Communications-ön keresztül.[1]
- Elindul a PONY CANYON hivatalos weboldala.[1]
- A Hachama kiadóval szövetséget kötnek.[1]

2002
- Megveszi a FUTURE SHOCK kiadót.[1]
- Elindul a Csaku-uta digitális forgalmazás a Label Mobile-on keresztül.[1]

2004
- Elindul a Csaku-uta Full digitális forgalmazás a Label Mobile-on keresztül.[1]

2005
- Egyezséget kötnek a FOR LIFE MUSIC ENTERTAINMENT, INC. céggel.[1]

2006
- A FUJI TELEVISION NETWORK, INC. megvásárolja a céget.[1]
- HD DVD szoftvert adnak ki, a világon elsőként.[1]
- Blu-ray szoftvert adnak ki.[1]
- Megalapítják a PONY CANYON Alumni Associationt a cég 40. évfordulója miatt.[1]

2007
- Megalapítják az M&I MUSIC-ot.[1]

## Zenészek
A következő zenészek műveit adja ki a Pony Canyon.
- Λucifer
- Aiko
- Aya Ueto
- Bananarama
- Band-Maid
- Buono!
- CHERRYBLOSSOM
- D-51
- Fahrenheit
- Flame
- Hanako Oku
- Kato Kazuki
- KREVA
- Lead
- Leaf Squad
- LM.C
- Mikuni Shimokawa
- Okada Jukiko
- Original Love
- Ricki-Lee Coulter
- Roger Joseph Manning, Jr.
- Sam Roberts
- she
- Shizuka Kudo
- Kim Jeong Hoon
- SS501
- Tsukiko Amano
- Van Ness Wu
- w-inds.
- Yu Yamada
- Zeebra
- Ensemble Planeta
- Yuki Saito
- The Wild Magnolias
- Watari Roka Hashiritai